# 見分
見分，佛教術語，瑜伽行唯識學派護法學系理論，屬唯識四分之一。
「見分」即是能照知「相分」之作用。「見」，意謂識所具有能取、能見、能照、認識對象之行相境界，「分」是功能差別分限的意思，所以又作能取分；有能緣的意涵，乃是能認識對象（客體）之功能（即諸識之能緣的作用）。